# Kenan Bajrić
Kenan Bajrić , slovenski nogometaš, * 20. december 1994, Ljubljana.
Bajrić je profesionalni nogometaš, ki igra na položaju branilca. Od leta 2018 je član slovaškega kluba Slovan Bratislava in od leta 2020 tudi slovenske reprezentance. Pred tem je igral za slovensko Olimpijo in ciprski Pafos. Skupno je v prvi slovenski ligi odigral 114 tekem in dosegel šest golov. Z Olimpijo je osvojil naslov slovenskega državnega prvaka v sezoni 2015/16, s Slovanom pa naslov slovaškega državnega prvaka v sezonah 2018/19, 2019/20 in 2020/21 ter slovaški pokal v letih 2018, 2020 in 2021. Bil je tudi član slovenske reprezentance do 18 in 21 let.